# Runenstein an der Synnerby kyrka

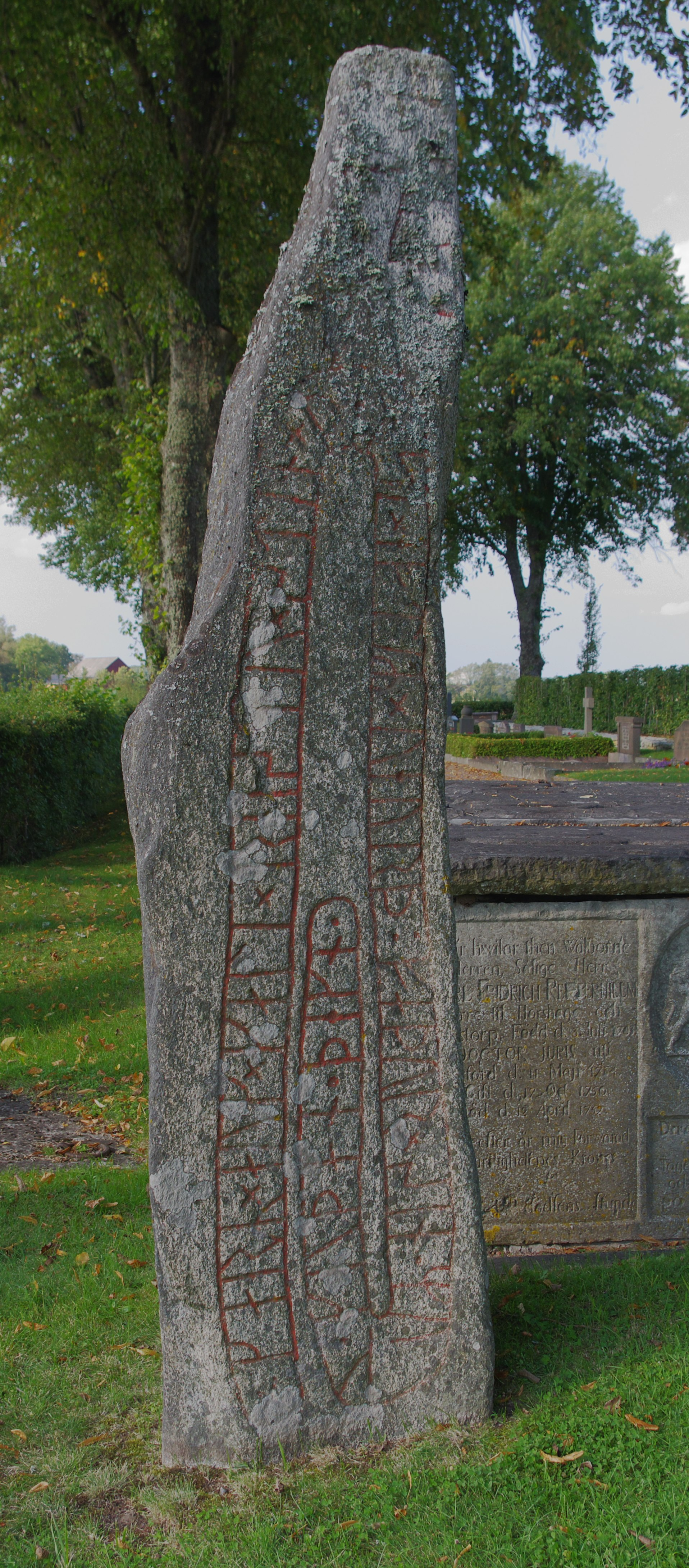
Runenstein an der Synnerby kyrka

Der Runenstein an der Synnerby kyrka (Vg 73; lokal auch Veurðs Stein genannt) ist ein Runenstein aus Granit auf dem Friedhof der Synnerby kyrka, etwa 9,0 km westlich von Skara in Västra Götaland in Schweden.
Der etwa 2,55 m hohe, auf 980–1015 n. Chr. datierte Stein ist im Runensteinstil RAK geschnitzt, der als der älteste gilt. Er wurde 1905 in der Wand des Karnhauses entdeckt und 1937 umgesetzt, als die Kirche renoviert wurde.
Der Text im jüngeren Futhark in einem Textband, das am Rand des schmalen Steines verläuft und sich am Ende in die Mitte krümmt, lautet:
„Kar und Kaie errichteten diesen Stein nach Veurðs (ueurþ) ihrem Vater, ein sehr guter Tegn“ (auch Tägn). Oberhalb der Inschrift befindet sich ein christliches Kreuz. 
Den Namen Kar kennt man aus Island, wo er ziemlich häufig ist, während der Name Veurðs, wonach der Stein benannt ist, ansonsten unbekannt ist. 
Im Flussgebiet des Dofsan stehen mehrere Tegn-Steine. Der Dofsan fließt südlich von Resville, wo mit Vg 59 ein weiterer steht, in den Flian. Der Flian mündet in Skofteby in den Lidan. Am Lidan steht mit Vg 62 in Ballstorp ein weiterer Tegn Stein.
Etwa 800 m nördlich liegt das eisenzeitliche Gräberfeld von Brakelund. In der Nähe steht der Runenstein von Sparlösa.